# Стратбоги, Давид, 3-й барон Стратбоги
Давид Стратбоги, 3-й барон Стратбоги (также Давид IV Стратбоги или Давид Страболги) (англ. англ. David IV Strathbogie; около 1332 — 10 октября 1369) — англо-шотландский дворянин и титулярный 12-й граф Атолл.

## Происхождение и детство
Давид Стратбоги был сыном своего одноимённого отца Давида Стратбоги (1309—1335) и его жены Кэтрин де Бомонт. Его отец происходил из шотландской семьи, которая потеряла свои шотландские владения, а также титул графа Атолла в ходе Первой шотландской войны за независимость. Его отец пытался вернуть владения во время Второй шотландской войны за независимость, но пал в битве против сторонников шотландского короля Давида II Брюса в конце ноября 1335 года. После гибели Давида Стратбоги его вдова и молодой Давид были осаждены шотландцами в замке Лохиндорб. В 1336 году английский король Эдуард III сам привел армию для их спасения, после чего они смогли бежать в Англию.

## Служба в армии
Юный Давид теперь был наследником английского титула барона Стратбоги, а также английских владений своего отца. Кроме того, он был наследником права на шотландский титул графа Атолла, на шотландские владения семьи Стратбоги, а также через свою бабушку Джоан Комин на владения семьи Комин в Шотландии. Но из-за дальнейшего хода войны с Шотландией эти претензии вскоре отпали. В Англии Давид Стратбоги унаследовал несколько поместий в графстве Норфолк, а его мать до своей смерти Брэбурн в графстве Кент, а также земли в Хартфордшире в качестве приданого. Достигнув совершеннолетия 8 мая 1355 года, Давид Стратбоги в том же году участвовал в кампании принца Уэльского во Францию во время Столетней войны, которая в следующем году привела к битве при Пуатье. После смерти матери в 1368 году он унаследовал её остроумие, но сам умер уже через несколько месяцев.

## Брак и потомство
До 1361 года Давид Стратбоги женился на Элизабет Феррерс (умерла 22 октября 1375), дочери Генри Феррерса, 2-го барона Феррерса Гроуби и его жены Изабель де Верден. С ней у него было две дочери:
- Филиппа де Атолл (около 1361 — 23 ноября 1395), 1-й муж — сэр Ральф де Перси (1365—1387), 2-й муж — Джон Холшем (? — 1415). Имела трое детей от второго брака
- Элизабет де Атолл (1361 — после 1416), 1-й муж — сэр Томас Перси (1366—1387), 2-й муж — сэр Джон ле Скроуп (? — 1405), 3-й муж — Роберт де Торли. У неё были один сын от первого брака и двое дочерей от второго брака.

Поскольку Давид скончался без потомства мужского пола, после его смерти его английский титул угас. Его владения были разделены между двумя его дочерьми. Его вдова вышла замуж во втором браке Джона Малевейна. В 1373 году Генри Перси, 4-й барон Перси, за 760 фунтов стерлингов приобрел опеку над дочерьми Давида Стратбоги, право жениться на них и управлять их владениями. Он выдал обеих дочерей Давида де Стратбоги за своих младших сыновей.